# Чемпіонат острова Принсіпі з футболу
Чемпіонат острова Принсіпі з футболу або Liga Insular do Príncipe — чемпіонат острова Принсіпі з футболу, який було створено в 1977 році.

## Формат чемпіонату
У чемпіонаті беруть участь шість клубів, які грають між собою двічі, вдома та на виїзді. В цьому чемпіонаті не існує нижчої ліги. Переможець острівного чемпіонату отримує право зіграти фінальний матч з переможцем Чемпіонату острова Сан-Томе за право бути переможцем національного чемпіонату.

## Останні розіграші турніру
Після скасування Чемпіонату острова Принсіпі 2010 року, у 2011 році було оголошено про те, що цього року чемпіонат відбудеться. Це відбулося тому, що чемпіон та віце-чемпіон, Спортинг та Бенфіка зіграли внічию. Місцева федерація вирішила перевірити це чемпіонство. Виявилося , що у складі Бенфіки був незаявлений в лізі гравець. Таким чином, титул дістався Спортінгу, який отримав право зіграти в фінальному поєдинку Чемпіонату Сан-Томе і Принсіпі в 2011 році проти чемпіона острова Сан-Томе клубу Віторія (Рібокуе).
У 2012 році Спортінг (Принсіпі) знову здобув перемогу в острівному чемпіонаті. У 2013 році чемпіоном стала команда Порту Реал, яка повторно перемогла в 2014 році та стала вдруге поспіль чемпіоном острова.

## Переможці
- 1977 :
- 1978 :
- 1979 :
- 1980 :
- 1981 :
- 1982 :
- 1983 : чемпіонат не проводився
- 1984 :
- 1985 :
- 1986 :
- 1987 : чемпіонат не проводився
- 1988 :
- 1989 : Дешпортіву Санді
- 1990 : Дешпортіву (Операріу)
- 1991 :
- 1992 : чемпіонат не проводився
- 1993 : Дешпортіву (Операріу)
- 1994 :
- 1995 :
- 1996 :
- 1997 : чемпіонат не проводився
- 1998 : Дешпортіву (Операріу)
- 1999 : Порту Реал
- 2000 : Дешпортіву Санді
- 2001 : Дешпортіву Санді
- 2002 : чемпіонат не проводився
- 2003 : Прімейру ді Маю (Принсіпі)
- 2004 : Дешпортіву (Операріу)
- 2005 : чемпіонат не проводився
- 2006 : чемпіонат не проводився
- 2007 : УДАПБ
- 2008 : чемпіонат не проводився
- 2009 : Дешпортіву Санді
- 2010 : чемпіонат не проводився
- 2011 : Спортінг (Принсіпі)
- 2012 : Спортінг (Принсіпі)[4]
- 2013 : Порту Реал[5]
- 2014 : Порту Реал[6]
- 2015 : Спортінг (Принсіпі)[7]

## Чемпіонства по клубах
| Клуб                       | Кількість перемог | Переможні роки               |
| -------------------------- | ----------------- | ---------------------------- |
| Дешпортіву (Операріу)      | 5                 | 2011, 2004, 1998, 1992, 1990 |
| Дешпортіву Санді           | 3                 | 2009, 2001, 2000             |
| Порту Реал                 | 3                 | 1999, 2013, 2014             |
| Спортінг (Принсіпі)        | 3                 | 2015, 2012, 2011             |
| УДАПБ                      | 1                 | 2007                         |
| Прімейру ді Маю (Принсіпі) | 1                 | 2003                         |